# サウンド・オブ・サイレンス (アルバム)
『サウンド・オブ・サイレンス』（Sounds of Silence）は、サイモン&ガーファンクルが1966年1月に発表したセカンド・アルバム。

## 解説
1965年4月、トム・ウィルソンのプロデュースにより「どこにもいないよ」「はりきってゆこう」の2曲がレコーディングされるが、この頃のサイモン&ガーファンクルは事実上活動を停止しており、ポール・サイモンはイギリスでソロ活動をしていた。しかし、トム・ウィルソンのアイディアでバンド編成のオーバー・ダビングがなされた「サウンド・オブ・サイレンス」のシングル・ヴァージョンが大ヒットすると、ポールはアメリカに帰国し、アート・ガーファンクルも合流して活動を再開する。
1965年12月、ボブ・ディラン『追憶のハイウェイ 61』を手がけたボブ・ジョンストンのプロデュースにより11曲が録音されるが、突然のアルバム制作だったためオリジナルの新曲は「ブレスト」「リチャード・コリー」「早く家へ帰りたい」の3曲のみで、ポールが8月に発表したソロ・アルバム『ポール・サイモン・ソングブック』収録曲のセルフ・カヴァーや、2曲のカヴァー曲も録音された。そのうち、ジャクソン・C・フランクのカヴァー「ブルース・ラン・ザ・ゲーム」は収録が見送られ、｢早く家へ帰りたい｣はシングルとして発表されることになり、「雨に負けぬ花」は次のアルバム『パセリ・セージ・ローズマリー・アンド・タイム』（1966年）に持ち越された。最終的には「サウンド・オブ・サイレンス」のシングル・ヴァージョンや4月に録音された2曲も含む11曲入りのアルバムとして、1966年に発表された。
本国アメリカでは『ビルボード』誌のアルバム・チャートに初のチャート・インを果たして143週に渡ってチャート・インするロング・セラーとなり、1968年には最高21位に達した。全英チャートでも初のチャート・インを果たし、13位に達した。日本では1966年8月に発売。前作『水曜の朝、午前3時』は当時日本未発売だったため、本作が日本でのデビュー・アルバムとなった。
本作収録曲のうち「サウンド・オブ・サイレンス」と「4月になれば彼女は」は映画『卒業』（1967年12月公開）のサウンドトラックで使用されて、アルバム『卒業-オリジナル・サウンドトラック』（1968年）にも収録された。
2001年発売のリマスターCDには、前述のアウトテイク「ブルース・ラン・ザ・ゲーム」と、1970年7月8日に行われたデモ録音からの3曲がボーナス・トラックとして追加収録された。

## 収録曲
特記なき楽曲はポール・サイモン作詞・作曲。6.はインストゥルメンタル。
Side 1
1. サウンド・オブ・サイレンス - "The Sound of Silence" - 3:08
2. 木の葉は緑 - "Leaves That Are Green" - 2:23
3. ブレスト - "Blessed" - 3:16
4. キャシーの歌 - "Kathy's Song" - 3:21
5. どこにもいないよ - "Somewhere They Can't Find Me" - 2:37
6. アンジー - "Anji" (Davy Graham) - 2:17

Side 2
1. リチャード・コリー - "Richard Cory" - 2:57
2. とても変わった人 - "A Most Peculiar Man" - 2:34
3. 4月になれば彼女は - "April Come She Will" - 1:51
4. はりきってゆこう - "We've Got a Groovy Thing Goin'" - 2:00
5. アイ・アム・ア・ロック - "I Am a Rock" - 2:50

### 2001年リマスター盤ボーナス・トラック
1. ブルース・ラン・ザ・ゲーム - "Blues Run The Game" (Jackson C. Frank) - 2:55
2. バーブリアレン (デモ) - "Barbriallen" (traditional) - 4:06
3. ローズ・オブ・アバディーン (デモ) - "Rose of Aberdeen" (traditional) - 2:02
4. ローヴィング・ギャンブラー (デモ) - "Roving Gambler" (traditional) - 3:03

## カヴァー
- 「リチャード・コリー」は、ウイングスのライヴでデニー・レインのリード・ヴォーカルにより演奏され、ライヴ・アルバム『ウイングスU.S.A.ライヴ!!』（1976年）にも収録された。